# Café Colonial

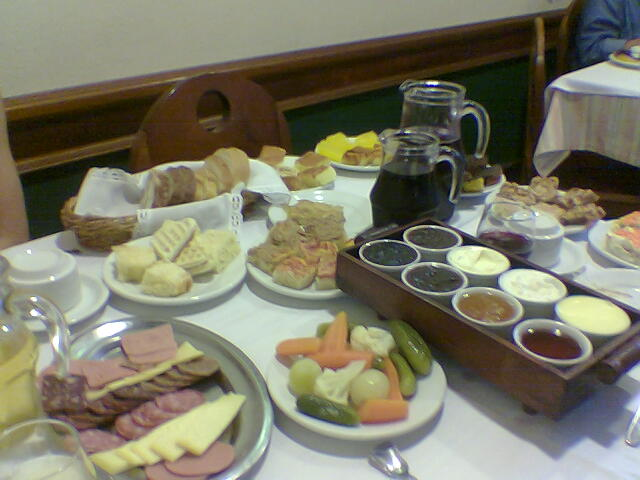
Café Colonial in Gramado, Rio Grande do Sul

Ein Café Colonial ist ein typisches Buffet in Rio Grande do Sul, Santa Catarina und Paraná im Süden Brasiliens in Orten mit starkem deutschen Einfluss. Auch die Gaststätten, die diese Art Essen anbieten, werden so genannt.
Man findet sie in den Orten in der Serra Gaúcha wie Gramado, Canela, Nova Petrópolis, Santa Cruz do Sul, Igrejinha, Dois Irmãos und Guaporé sowie im Staat Santa Catarina zum Beispiel in Brusque, Santa Rosa de Lima, São Pedro de Alcântara, Anitápolis oder Grão-Pará.
Im Gegensatz zum café-da-manhã, dem brasilianischen Frühstück, kann der Café Colonial jederzeit eingenommen werden, oft nachmittags oder zum Abendessen. Typische Bestandteile sind Brot, Butter, Käse, Schinken, Wurst, Pasteten im Teig, Bockwurst, eingelegtes Gemüse, eine Suppe, Schmier (die „deutsche“ Marmelade in Brasilien), Honig, Kuchen, Torten, Kekse, Milch, Kaffee, Kakao und manches andere mehr, bevorzugt aus eigener Herstellung.
Die Restaurants, die den Café Colonial zu einem Festpreis anbieten, offerieren dies in der Regel nur am Wochenende und an Feiertagen, meist erst ab 15 Uhr.